# Federazione di baseball e softball del Kazakistan
La Federazione kazake di baseball e softball (eng. Baseball and Softball Federation of the Republic of Kazakhstan) è un'organizzazione fondata per governare la pratica del baseball e del softball in Kazakistan.
Organizza il campionato maschile e di softball femminile, e pone sotto la propria egida la nazionale maschile e di softball femminile.